# بهمبر، پاکستان
بهمبر (به انگلیسی: Bhimber) یک منطقهٔ مسکونی در پاکستان است که در ناحیه بهمبر واقع شده‌است. بهمبر ۴۶۱٬۰۰۰ نفر جمعیت دارد.